# Microtragus basalis
Microtragus basalis là một loài bọ cánh cứng trong họ Cerambycidae.